# ノース・カスケード国立公園

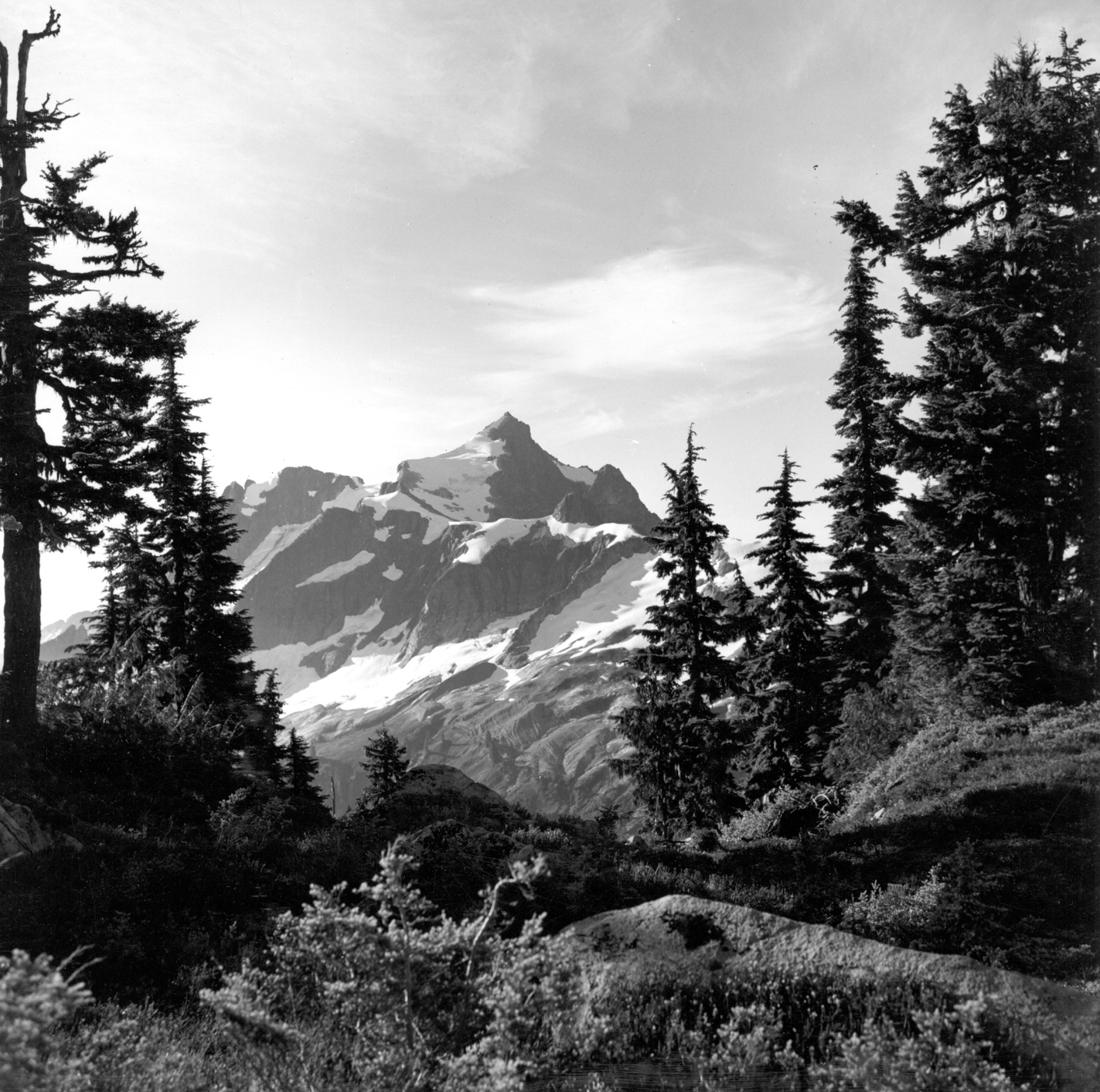
1967年、ノース・カスケード国立公園北部地区のデスペアー山(Mount Despair)

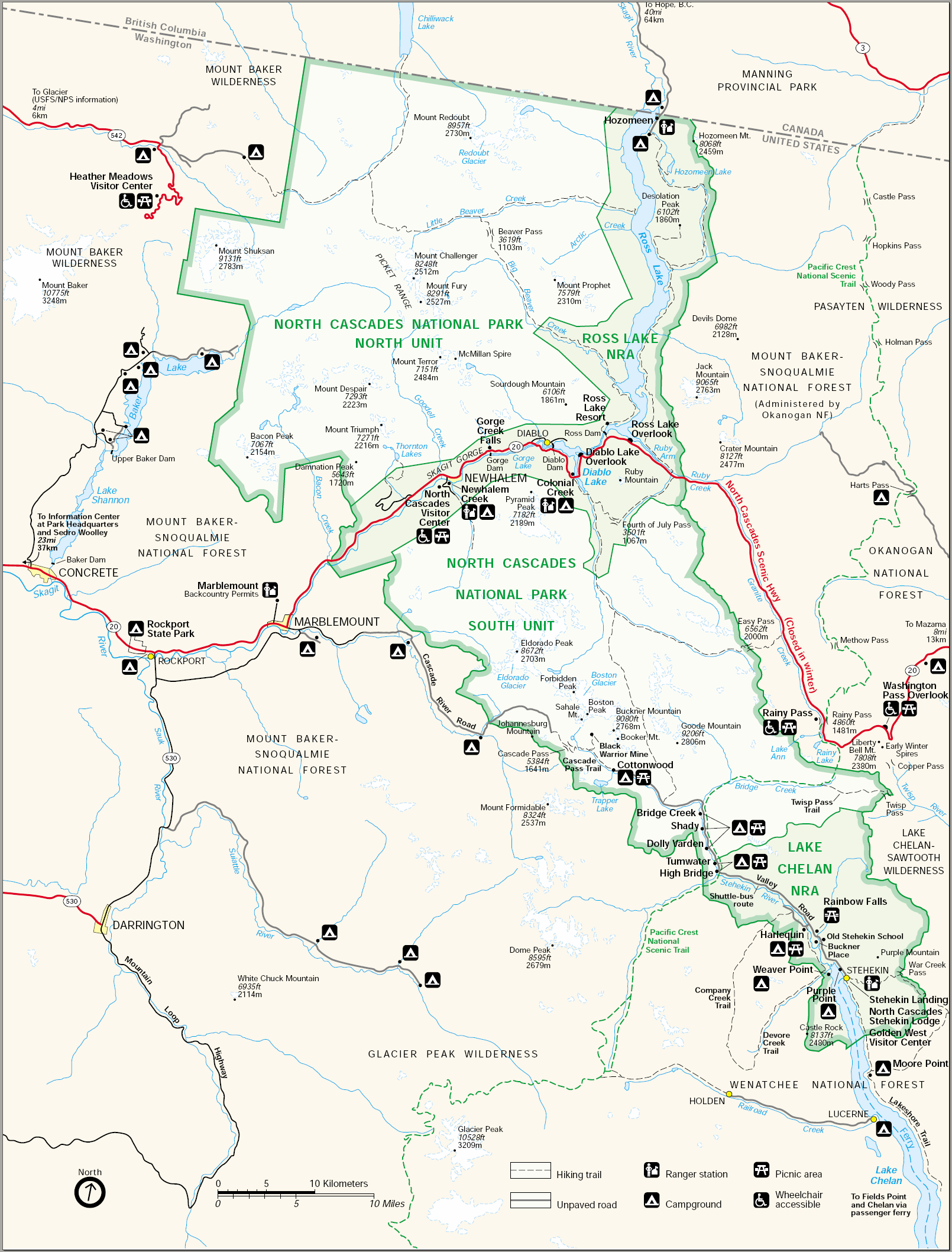
ノース・カスケード国立公園の地図

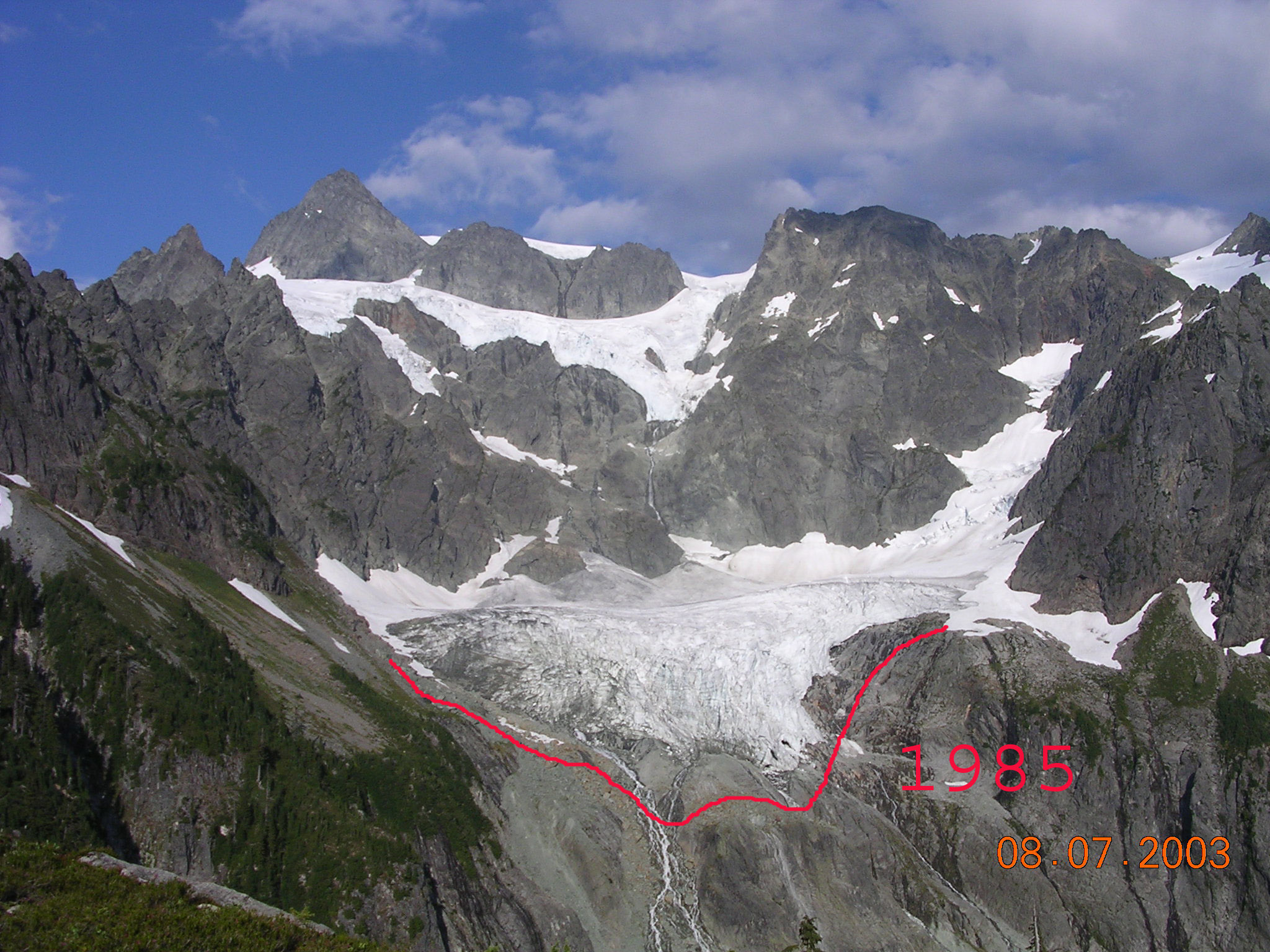
1985年と比較した2003年のローワー・カーティス氷河 (Lower Curtis Glacier)

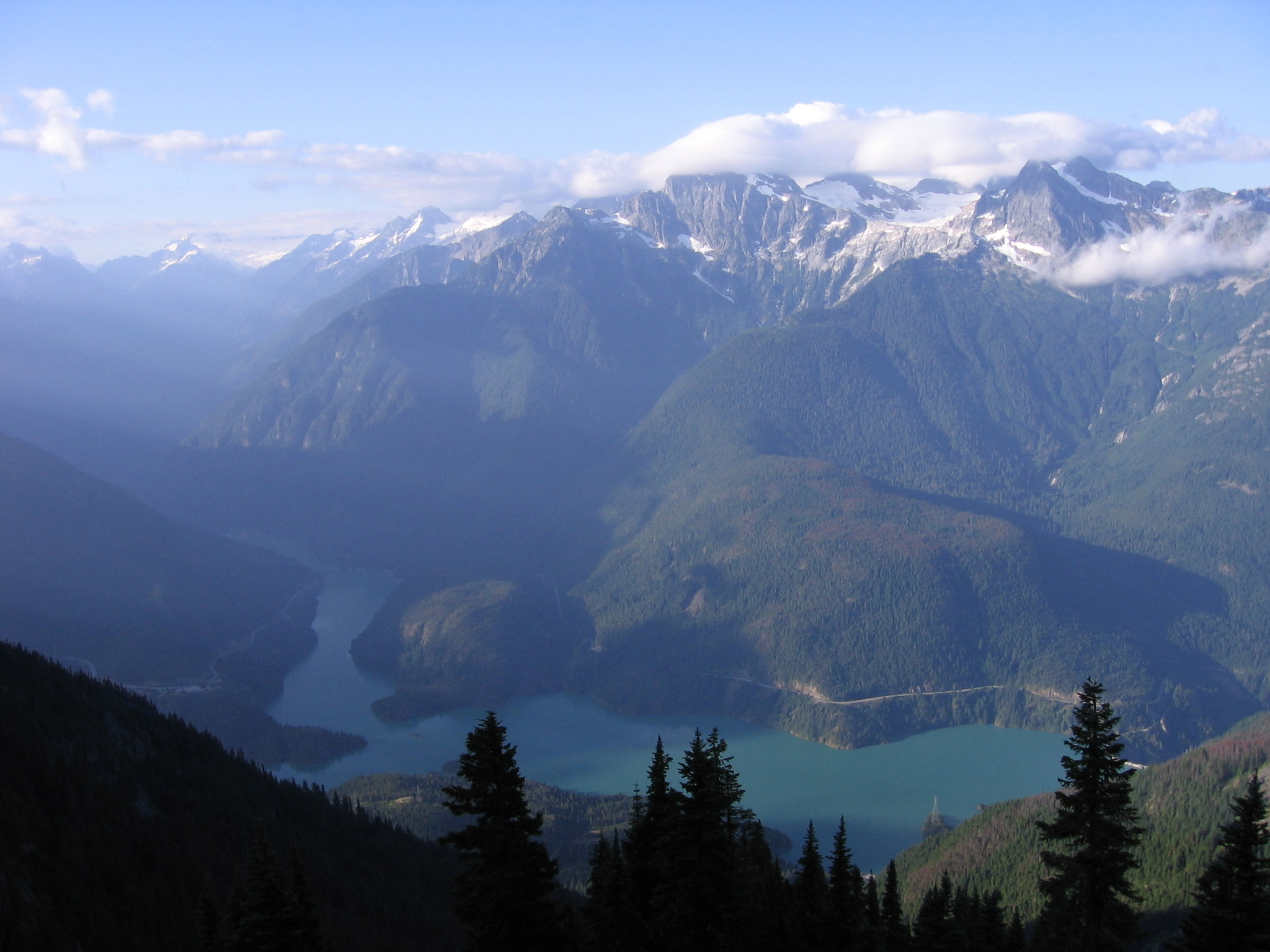
ノース・カスケード・ハイウェイ (North Cascades Highway) からの風景

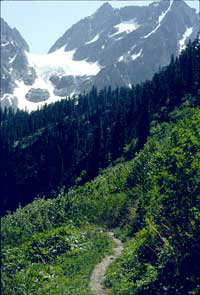
カスケード峠の道からマジック山方向を見る。1980年以来ヨーニング氷河 (Yawning Glacier) は著しく後退した。

ノース・カスケード国立公園 （ノースカスケードこくりつこうえん、North Cascades National Park）は、ワシントン州にある米国の国立公園である。
公園は、別れているが隣接した4つの構成単位、すなわち、1つの公園として管理されているノース・カスケード国立公園の北部地区、南部地区、ロス湖国立レクリエーション・エリア (Ross Lake National Recreation Area) 、シュラン湖国立レクリエーション・エリア (Lake Chelan National Recreation Area) にある。面積は2,772 km² （685,000 エーカー）で、カスケード山脈 (Cascade Range) で構成されている。
いくつかの国立自然保護地域とブリティッシュコロンビア州の公園の土地も、ノース・カスケード国立公園に隣接している。公園は起伏に富んだ山の峰が特徴となっている。公園の約 93 %は、1988年のワシントン・ウィルダネス法 (Washington Wilderness Act) により、自然保護地域に指定された。同法はまた、マウント・レーニア国立公園とオリンピック国立公園内で自然保護地域を指定している。
毎年2万人前後が、この公園を訪れている（2006年は、19,167人）。

## 自然史

### 氷河
公園内の117 km²の地域に、318の氷河がある（ポスト他 (Post et al.) 1971年）。これはワシントン州以南の49州のどの公園よりも多い。公園内の全氷河は、1980年から2005年にかけて著しく後退し、後退速度は増えつつある。最近の気候温暖化により夏により沢山の氷が融け、冬にも融ける出来事が増え、冬の積雪が減っている。カスケード山脈の氷河のいくつかは、最近10年間で融けて消えた。ボストン・ピークの北斜面のボストン氷河は、広さ7 km²で、園内最大の氷河である。その他の大きな氷河（2.5 km²より大きなもの）は、
- リダウト （リダウト山 (Mount Redoubt)）
- ヌックサック (Nooksack) （シュクサン山 (Mount Shuksan)）
- サルファイド (Sulphide) (シュクサン山)
- チャレンジャー （チャレンジャー山 (Mount Challenger)）
- インスピレーション （エルドラド・ピーク (Eldorado Peak)）
- マカリスター (McAllister) エルドラド・ピーク
- ネーヴ (Neve) （スノーフィールド・ピーク (Snowfield Peak)）

### 野生動物
公園は野生動物で有名である。
その手付かずの自然のため、オオカミ、ヒグマ、カナダオオヤマネコ、ヘラジカ、クズリ、その他多くの珍しい動物が生息している。

## アトラクション
公園のほぼ全域がステファン・Ｔ・マーサー (Stephen T. Mather) ウィルダネスとして保護されている。このためほとんど維持管理された建物や道路は、公園の北部及び南部地域にはない。公園は、バックパッカーや登山家に最も人気がある。公園内で最も人気がある目的地の1つは、カスケード峠 (Cascade Pass) で、インディアンの旅行ルートとして使用された。砂利道の終わりから4マイルの自然歩道を通っていくことができる。エルドラド・ピーク (Eldorado Peak) と周辺の山に加え、北及び南ピケット山脈 (Picket Range) も、氷河と高い登攀技術が必要な岩のため、登山家に人気が高い。公園北西隅にあるシュサン山は、国内で最も写真撮影された山の1つで、公園内で2番目に高い （2,781 m / 9,127 フィート）。
もう一つの公園の知識を深める面白い方法は、ボートで、シュラン湖 (Lake Chelan) からステヒーキン (Stehekin)に遡る方法である。釣りと未開地でのキャンプに加え、カヌーやカヤックも含むボート乗りが、ロス湖で人気がある。

## アクセス
公衆用の一本の砂利道が公園に続いているが、地域のほとんどの自動車は、ノース・カスケード・ハイウェイ （ワシントン州道20号線）を通る。このハイウェイは、ロス湖国立レクリエーション・エリア (Ross Lake National Recreation Area) を通り抜けている。公園の西側に最も近い大きな町は、セドロウーリー (Sedro-Woolley) で、東側はウィンスロップ (Winthrop) である。シュランは、シュラン湖の南東端にある。

## 参照
- ロス湖国立レクリエーション・エリア (Ross Lake National Recreation Area)
- シュラン湖国立レクリエーション・エリア (Lake Chelan National Recreation Area)
- スカジット・バレー地方公園 (Skagit Valley Provincial Park)
- ベーカー山ウィルダネス (Mount Baker Wilderness)
- パサイテン・ウィルダネス (Pasayten Wilderness)
- ギレイシャー・ピーク・ウィルダネス (Glacier Peak Wilderness)
- マウントレーニア国立公園 (Mount Rainier National Park)
- 1850年以降の氷河の後退 (Retreat of glaciers since 1850)
- ノース・カスケード (North Cascades)